# Második nyelv elsajátítása
A második nyelv elsajátítása (Second-language acquisition vagy röviden SLA), a második nyelv tanulása vagy elsajátítása az a folyamat, amellyel az emberek megtanulnak egy második nyelvet. A második nyelv elsajátítása egy tudományág is, amely a második nyelv elsajátításának folyamatát vizsgálja és tanulmányozza. A második nyelv elsajátításának területe az alkalmazott nyelvészet tudományágába tartozik, de számos más tudományággal is kapcsolatban áll, mint például a pszichológia és az oktatás. 
Az SLA-kutatás központi témája az internyelv (angolul: interlanguage), az az elképzelés, hogy a nyelv, amelyet a tanulók használnak, nem pusztán a már ismert nyelvek és az általuk tanult nyelv közötti különbségek eredménye, hanem egy teljes nyelvrendszer, amelynek szisztematikus szabályai vannak. Ez az internyelv fokozatosan fejlődik, amikor a tanulók ki vannak téve a célnyelvnek. Az a sorrend, amellyel a tanulók megszerezik új nyelvük jellemzőit, rendkívül állandó marad, még a különféle anyanyelvű tanulók esetében is, függetlenül attól, hogy formális nyelvoktatásban volt-e részük. Azonban a nyelvek, amelyeket a tanulók már ismernek, jelentős hatással lehetnek az új nyelvek tanulásának folyamatára. Ez a hatás az úgynevezett nyelvi transzfer. 

## Bibliográfia
- Allwright, Dick. The Developing Language Learning: An Introduction to Exploratory Practice. Basingstoke: Palgrave MacMillan (2009). ISBN 978-1-4039-8531-6
- Anderson (1992). „Automaticity and the ACT* theory”. American Journal of Psychology 105 (2), 165–180. o. DOI:10.2307/1423026. PMID 1621879.
- Ashcraft (2001). „The relationships among working memory, math anxiety and performance”. Journal of Experimental Psychology: General 130 (2), 224–237. o. DOI:10.1037/0096-3445.130.2.224.
- Bailey (1974). „Is there a "natural sequence" in adult second language learning?”. Language Learning 24 (2), 235–243. o. DOI:10.1111/j.1467-1770.1974.tb00505.x.
- Bates (1981). „Second-Language Acquisition from a Functionalist Perspective: Pragmatic, Semantic, and Perceptual Strategies”. Annals of the New York Academy of Sciences 379 (1), 190–214. o. DOI:10.1111/j.1749-6632.1981.tb42009.x.
- Brown, Roger. A First Language. Cambridge: Harvard University Press (1973). ISBN 978-0-674-30325-6
- Canale (1980). „Theoretical bases of communicative approaches to second language teaching and testing”. Applied Linguistics 1 (1), 1–47. o. DOI:10.1093/applin/1.1.1.
- Chang (2012). „Rapid and multifaceted effects of second-language learning on first-language speech production”. Journal of Phonetics 40 (2), 249–268. o. DOI:10.1016/j.wocn.2011.10.007.
- Cook, Vivian. Second Language Learning and Language Teaching. Abingdon, Oxon: Routledge (2016). ISBN 978-0-415-71377-1
- DeKeyser, Robert.szerk.: Doughty: Beyond focus on form: Cognitive perspectives on learning and practicing second language grammar, Focus on Form in Classroom Second Language Acquisition. New York: Cambridge University Press, 42–63. o. (1998). ISBN 978-0-521-62390-2
- szerk.: Doughty: Focus on Form in Classroom Second Language Acquisition. Cambridge: Cambridge University Press (1998). ISBN 978-0-521-62390-2
- Dulay (1973). „Should we teach children syntax?”. Language Learning 23 (2), 245–258. o. DOI:10.1111/j.1467-1770.1973.tb00659.x.
- Dulay (1974). „Natural sequences in child second language acquisition”. Language Learning 24, 37–53. o. DOI:10.1111/j.1467-1770.1974.tb00234.x.
- Dulay, Heidi.szerk.: Richards: You can't learn without goofing, Error Analysis. New York: Longman, 95–123. o. (1974). ISBN 978-0-582-55044-5
- Dulay, Heidi.szerk.: Dulay: Creative construction in second language learning and teaching, On TESOL '75: New Directions in Second Language Learning, Teaching, and Bilingual Education: Selected Papers from the Ninth Annual TESOL Convention, Los Angeles, California, March 4–9, 1975. Washington, DC: Teachers of English to Speakers of Other Languages, 21–32. o. (1975). OCLC 1980255
- Elley (1991). „Acquiring Literacy in a Second Language: the Effect of Book-Based Programs”. Language Learning 41 (3), 375–411. o. DOI:10.1111/j.1467-1770.1991.tb00611.x.
- Ellis (1998). „Emergentism, Connectionism and Language Learning”. Language Learning 48 (4), 631–664. o. DOI:10.1111/0023-8333.00063. (Hozzáférés: 2011. március 1.)[halott link]
- Ellis (1993). „Second language acquisition and the structural syllabus”. TESOL Quarterly 27 (1), 91–113. o. DOI:10.2307/3586953.
- Ellis, Rod. The Study of Second Language Acquisition. Oxford Oxfordshire: Oxford University Press (1994). ISBN 978-0-19-437189-6
- Ellis, Rod. Second Language Acquisition, Oxford Introductions to Language Study. Oxford, New York: Oxford University Press (1997). ISBN 978-0-19-437212-1
- Ellis (2002). „Does form-focused instruction affect the acquisition of implicit knowledge?”. Studies in Second Language Acquisition 24 (2), 223–236. o. DOI:10.1017/s0272263102002073.
- Ellis, Rod. Analysing Learner Language. Oxford: Oxford University Press (2005). ISBN 978-0-19-431634-7
- Ellis, Rod. The Study of Second Language Acquisition. Oxford, UK: Oxford University Press (2009). ISBN 978-0-19-442257-4
- Erton (2010). „Relations between personality traits, language learning styles and success in foreign language achievement”. Hacettepe University Journal of Education 38, 115–126. o.
- Flege (1987). „The production of "new" and "similar" phones in a foreign language: evidence for the effect of equivalence classification”. Journal of Phonetics 15, 47–65. o. [2019. október 24-i dátummal az eredetiből archiválva]. (Hozzáférés: 2011. február 9.)
- Gass, S..szerk.: Altarriba: Second language acquisition and bilingualism, An Introduction to Bilingualism: Principles and Processes. New York: Taylor & Francis Group (2008). ISBN 978-0-8058-5135-9
- Gass, Susan. Second Language Acquisition: An Introductory Course. New York, NY: Routledge (2008). ISBN 978-0-8058-5497-8. Hozzáférés ideje: 2010. november 17.
- Hansen, Lynne. Second Language Attrition in Japanese Contexts. New York, NY: Oxford University Press (1999). ISBN 978-0-19-512304-3
- Harley (1989). „Functional Grammar in French Immersion: A Classroom Experiment”. Applied Linguistics 10 (3), 331–360. o. DOI:10.1093/applin/10.3.331.
- Haynes, Judie. Getting Started With English Language Learners: How Educators Can Meet the Challenge. Alexandria, VA: Association for Supervision and Curriculum Development (2007). ISBN 978-1-4166-0519-5
- Kohnert, K..szerk.: Altarriba: Primary Language Impairments in Bilingual Children and Adults, An Introduction to Bilingualism: Principles and Processes. New York: Taylor & Francis Group, 295–320. o. (2008). ISBN 978-0-8058-5135-9
- Krashen, Stephen.szerk.: Brown: Some issues relating to the monitor model, Teaching and learning English as a Second Language: Trends in Research and Practice: On TESOL '77: Selected Papers from the Eleventh Annual Convention of Teachers of English to Speakers of Other Languages, Miami, Florida, April 26 – May 1, 1977. Washington, DC: Teachers of English to Speakers of Other Languages, 144–158. o. (1977). OCLC 4037133
- Krashen, Stephen. Second Language Acquisition and Second Language Learning. New York: Pergamon Press (1981a). ISBN 978-0-08-025338-1
- Krashen (1981b). „The "fundamental pedagogical principle" in second language teaching”. Studia Linguistica 35 (1–2), 50–70. o. DOI:10.1111/j.1467-9582.1981.tb00701.x.
- Krashen, Stephen. Principles and Practice in Second Language Acquisition. Pergamon Press (1982). ISBN 978-0-08-028628-0
- Krashen, Stephen.szerk.: Ellis: The input hypothesis and its rivals, Implicit and Explicit Learning of Languages. London: Academic Press, 45–77. o. (1994). ISBN 978-0-12-237475-3
- Krashen, Stephen. The Power of Reading, Second Edition. Littleton: Libraries Unlimited (2004). ISBN 978-1-59158-169-7
- Lenneberg, Eric. Biological Foundations of Language. New York: Wiley (1967). ISBN 978-0-89874-700-3
- Lightbown, Patsy.szerk.: Harley: Chapter 6: Process-product research on second language learning in classrooms, The Development of Second Language Proficiency. Cambridge, New York: Cambridge University Press, 82–92. o. (1990). ISBN 978-0-521-38410-0
- Lightbown (1990). „Focus-on-Form and Corrective Feedback in Communicative Language Teaching: Effects on Second Language Learning”. Studies in Second Language Acquisition 12 (4), 429–48. o. DOI:10.1017/S0272263100009517.
- Lightbown, Patsy M.. How Languages Are Learned, 3rd, Oxford, New York: Oxford University Press (2006). ISBN 978-0-19-442224-6
- Loewen, Shawn. Key Concepts in Second Language Acquisition. Basingstoke: Palgrave Macmillan (2011). ISBN 978-0-230-23018-7
- Long, M..szerk.: Ritchie: The role of the linguistic environment in second language acquisition, Handbook of Second Language Acquisition. San Diego: Academic Press, 413–468. o. (1996). ISBN 978-0-12-589042-7
- Long, M. H.. Problems in SLA. Mahwah, NJ: Lawrence Erlbaum Associates (2007)
- Lyster (1997). „Corrective feedback and learner uptake: Negotiation of form in communicative classrooms”. Studies in Second Language Acquisition 19, 37–66. o. DOI:10.1017/s0272263197001034.
- Lyster (2006). „Interactional feedback and instructional counterbalance”. Studies in Second Language Acquisition 28 (2), 269–300. o. DOI:10.1017/s0272263106060128.
- MacIntyre (1991). „Language anxiety: Its relationship to other anxieties and to processing in native and foreign language”. Language Learning 41 (4), 513–534. o. DOI:10.1111/j.1467-1770.1991.tb00691.x.
- MacWhinney (1987). „Applying the Competition Model to bilingualism”. Applied Psycholinguistics 8 (4), 315–327. o. [2011. július 21-i dátummal az eredetiből archiválva]. DOI:10.1017/S0142716400000357. (Hozzáférés: 2011. március 2.)
- MacWhinney (2005). „Extending the Competition Model”. International Journal of Bilingualism 9, 69–05. o. DOI:10.1177/13670069050090010501.
- Paradis, M..szerk.: Ellis: Neurolinguistic aspects of implicit and explicit memory: Implications for bilingualism and SLA, Implicit and Explicit Learning of Languages. London: Academic Press, 393–420. o. (1994). ISBN 978-0-12-237475-3
- Penfield, Wilder. Speech and Brain Mechanisms. Princeton: Princeton University Press (1959). ISBN 978-0-691-08039-0
- Piasecka, L..szerk.: Arabski: Current views on foreign language reading motivation, Individual Learner Differences in SLA.. North York, ON: Multilingual Matters (2011). ISBN 978-1-84769-434-8
- Piechurska-Kuciel, E..szerk.: Arabski: A Study of Gender-Related Levels of Processing Anxieties over Three Years of Secondary Grammar School Instruction, Individual Learner Differences in SLA.. North York, ON: Multilingual Matters (2011). ISBN 978-1-84769-434-8
- Pinter, Annamaria. Children Learning Second Languages. Basingstoke, UK: Palgrave Macmillan (2011). ISBN 978-1-4039-1185-8
- Prabhu, N.. Second Language Pedagogy. Oxford: Oxford University Press (1987). ISBN 978-0-19-437084-4
- Rounds (1998). „Acquiring linguistic cues to identify AGENT: Evidence from children learning Japanese as a second language”. Studies in Second Language Acquisition 20 (4), 509–542. o. DOI:10.1017/s0272263198004033.
- Schmidt, R..szerk.: Robinson: Attention, Cognition and Second Language Instruction. Cambridge: Cambridge University Press, 1–32. o. (2001). ISBN 978-0-521-80288-8
- Selinker (1972). „Interlanguage”. International Review of Applied Linguistics 10 (1–4), 209–241. o. DOI:10.1515/iral.1972.10.1-4.209.
- Siegel, Jeff.szerk.: Doughty: Social Context, The handbook of second language acquisition. Malden, MA: Blackwell (2003). ISBN 978-0-631-21754-1
- Skehan, Peter. A Cognitive Approach to Language Learning. Oxford: Oxford University Press (1998). ISBN 978-0-19-437217-6
- Solé (1994). „The Input Hypothesis and the Bilingual Learner”. The Bilingual Review 19 (2), 99–110. o.
- Studenska, A..szerk.: Arabski: Personality and parenting styles as predictors of self-regulation in foreign language learning, Individual Learner Differences in SLA. North York (ON): Multilingual Matters (2011). ISBN 978-1-84769-434-8
- Swain, Merrill.szerk.: Freed: French immersion and its offshoots: Getting two for one, Foreign language acquisition research and the classroom. Lexington, MA: Heath, 91–103. o. (1991). ISBN 978-0-669-24263-8
- Swain, Merrill.szerk.: Cook: Three functions of output in second language learning, Principle & Practice in Applied Linguistics: Studies in Honour of H.G. Widdowson. Oxford: Oxford University Press, 125–144. o. (1995). ISBN 978-0-19-442147-8
- Tarone, Elaine. Literacy and Second Language Oracy. Oxford: Oxford University Press (2009). ISBN 978-0-19-442300-7
- Tarone, Elaine. Exploring Learner Language. Oxford: Oxford University Press (2009). ISBN 978-0-19-442291-8
- Tokowicz, Natasha. Lexical Processing and Second Language Acquisition. New York, NY: Taylor & Francis (2015). ISBN 978-0-415-87755-8
- szerk.: VanPatten: Theories in second language acquisition: An introduction. New York: Routledge (2015). ISBN 978-0-415-82421-7
- VanPatten, Bill. Key Terms in Second Language Acquisition. London: Continuum (2010). ISBN 978-0-8264-9914-1
- Vega, Luis, A. Social Psychological Approaches to Bilingualism. New York, NY: Taylor and Francis (2008). ISBN 978-0-8058-5135-9
- Watson-Gegeo, Karen Ann.szerk.: Doughty: Language Socialization in SLA, The handbook of second language acquisition. Malden, MA: Blackwell (2003). ISBN 978-0-631-21754-1
- Yuan (2003). „The Effects of Pre-Task Planning and On-Line Planning on Fluency, Complexity and Accuracy in L2 Monologic Oral Production”. Applied Linguistics 24, 1–27. o. DOI:10.1093/applin/24.1.1.

## Fordítás
- Ez a szócikk részben vagy egészben  a   Second-language acquisition című angol Wikipédia-szócikk ezen változatának fordításán alapul.  Az eredeti cikk szerkesztőit annak laptörténete sorolja fel. Ez a jelzés csupán a megfogalmazás eredetét és a szerzői jogokat jelzi, nem szolgál a cikkben szereplő információk forrásmegjelöléseként.